# Стівен Моєр
Стівен Моєр (англ. Stephen Moyer, ім'я при народженні Стівен Джон Емері (англ. Stephen John Emery), нар. 11 жовтня 1969) — англійський актор, найбільш відомий роллю Білла Комптона в серіалі «Справжня кров».

## Біографія
Мойер народився в Брентвуді, Ессекс. Він навчався в школі Св. Мартина, середньої школи Хаттона, графство Ессекс, і закінчив Лондонську академію музичного та драматичного мистецтва.

## Вибрана фільмографія

### Кіно
| Рік  | Назва                        | Оригінальна назва                    | Роль                 |
| ---- | ---------------------------- | ------------------------------------ | -------------------- |
| 1997 | Принц Веліант                | англ. Prince Valiant                 | Принц Веліант        |
| 1998 |                              | англ. Comic Act                      | Денні                |
| 2000 | Перо маркіза де Сада         | англ. Quills                         | Пруї, архітектор     |
| 2003 | Трійця                       | англ. Trinity                        | Братч                |
| 2007 | 88 хвилин                    | англ. 88 Minutes                     | Гай ЛаФордж          |
| 2011 | Священник                    | англ. Priest                         | Овен                 |
| 2011 | Подвійний агент              | англ. The Double                     | Брут                 |
| 2012 | Пустище                      | англ. The Barrens                    | Річард Вайнярд       |
| 2013 | Докази                       | англ. Evidence                       | Детектив Різ         |
| 2013 | Вузол диявола                | англ. Devil's Knot                   | Джон Фоґельман       |
| 2015 | Оборонець                    | англ. Concussion                     | Доктор Рон Гамільтон |
| 2019 | Ґодзілла ІІ: Король монстрів | англ. Godzilla: King of the Monsters | пілот винищувача     |
| 2021 | Після. Глава 3               | англ. After We Fell                  | Крістіан Венс        |
| 2021 | Останні, що вижили           | англ. Last Survivors                 | Трой                 |
| 2022 | Після. Глава 4               | англ. After Ever Happy               | Крістіан Венс        |
| 2023 | Після. Назавжди              | англ. After Everything               | Крістіан Венс        |

### Телебачення
| Рік       | Назва                    | Оригінальна назва      | Роль               | Кількість серій                                 |
| --------- | ------------------------ | ---------------------- | ------------------ | ----------------------------------------------- |
| 1993-1994 |                          | англ. Conjugal Rites   | Philip Masefield   | 13 серій                                        |
| 1995      |                          | англ. Castles          | Мартін Френкс      | 16 серій                                        |
| 1999      | Суто англійські вбивства | англ. Midsomer Murders | Крістофер Вайнрайт | Епізод: "Death in Disguise"                     |
| 2005      |                          | англ. Waking the Dead  | Стівен Гант        | Епізоди: "Undertow: Part 1", "Undertow: Part 2" |
| 2008-2014 | Справжня кров            | англ. True Blood       | Білл Комптон       | 80 серій                                        |
| 2015      |                          | англ. Killing Jesus    | Понтій Пілат       | телефільм                                       |
| 2017-2019 | Обдаровані               | англ. The Gifted       | Рід Струкер        | 29 серій                                        |
| 2024      | Елсбет                   | англ. Elsbeth          | Алекс              | Епізод: "Pilot"                                 |

## Приватне життя
Зірки серіалу «Реальна кров» Анна Паквін і Стівен Мойер зіграли весілля 21 серпня 2010 року. Церемонія пройшла в приватному особняку в Малібу. На торжестві були присутні тільки родичі і близькі друзі пари, в тому числі актори Елайджа Вуд і Керрі Престон з чоловіком Майклом Емерсоном.
У актора є двоє дітей від попередніх шлюбів: син Білл 2000 року народження та донька Ліла 2002.
В даний час подружжя чекають близнят.